# 峨边华溪蟹
峨边华溪蟹（学名：Sinopotamon ebianense）为溪蟹科华溪蟹属的动物。在中国大陆，分布于四川等地，一般生活于中高山区海拔1500米左右山溪石块下或洞中。